# Bewildered
«Bewildered» es una canción popular escrita en 1936 por Teddy Powell y Leonard Whitcup. Fue un éxito en 1938 para Tommy Dorsey and His Orchestra, y fue también grabada por Mildred Bailey ese mismo año. La canción volvió a finales de los 40s con dos versiones distintas, por el Red Miller Trio y Amos Milburn respectivamente, alcanzando el #1 en la lista de R&B en 1948 (aunque ninguna entró en la lista pop). Ambas versiones difieren bastante de la melodía editada originalmente e influenció las siguientes grabaciones. "Bewildered" fue luego grabada por muchos otros artistas de R&B, incluyendo a Billy Eckstine (#4 en la lista R&B, #27 en la lista pop) y The Ink Spots. Una década después la grabó Mickey & Sylvia, otra vez con una melodía alterada similar a la grabación de Red Miller Trio. "Bewildered" también fue versionada en 1990 por The Notting Hillbillies en su álbum Missing...Presumed Having a Good Time.

## Versión de James Brown and The Famous Flames
James Brown and The Famous Flames grabaron el tema en 1959. Su versión, teñida de doo woop era algo similar a la de Amos Milburn, con un fuerte tresillo y una línea vocal melismática. Se editó primeramente como un tema del disco de Brown de 1960 Think!. El año siguiente se lanzó como sencillo, que alcanzó el Top 10 de la lista R&B y se convirtió en el segundo single de Brown (tras "Think") en entrar en el Top 40 de pop (Listas USA: #8 R&B; #40 Pop).
"Bewildered" se convirtió en un elemento básico en los conciertos de Brown durante gran parte de su carrera. Se incluyó en el medley de su álbum de 1963 Live at the Apollo y apareció en muchos de sus posteriores discos en directo, incluyendo Revolution of the Mind: Recorded Live at the Apollo, Vol. III (1971) y Love, Power, Peace (1992). También grabó nuevas versiones de estudio para los discos Prisoner of Love (1963) y Sex Machine (1970).

### Personal
- James Brown - voz principal

The Famous Flames:
- Bobby Byrd - voces, piano
- Bobby Bennett - voces
- "Baby Lloyd" Stallworth - voces
- Johnny Terry - voces
- Willie Johnson - voces

James Brown Band:
- George Dorsey - saxofón alto
- J.C. Davis - saxofón tenor
- Bobby Roach - guitarra
- Bernard Odum - bajo
- Nat Kendrick - batería[4]